# 1995 BU2
1995 BU2 är en asteroid i huvudbältet som upptäcktes den 27 januari 1995 av de båda japanska astronomerna Takeshi Urata och Yoshisada Shimizu vid Nachi-Katsuura-observatoriet.
Den tillhör asteroidgruppen Maria.